# Hamersen
Hamersen település Németországban, azon belül Alsó-Szászország tartományban. Lakosainak száma 547 fő (2023. december 31.).

## Népesség
A település népességének változása:
| Lakosok száma | 441  | 426  | 446  | 502  | 545  | 547  |
|               | 2016 | 2017 | 2019 | 2021 | 2022 | 2023 |